# او-اوسا
او-اوسا (به فرانسوی: Aux-Aussat) یک کمون در فرانسه است که در canton of Miélan واقع شده‌است. او-اوسا ۱۲٫۶۱ کیلومتر مربع مساحت دارد ۲۱۶ متر بالاتر از سطح دریا واقع شده‌است.